# مگس‌گیر نوارنارنجی
مگس‌گیر نوارنارنجی (نام علمی: Nephelomyias lintoni) گونه‌ای از پرندگان تیرهٔ ژیان‌مرغان (Tyrannidae) است که در اکوادور و پرو یافت می‌شود.